# ماکسیمیلیانو پریرا
ماکسیمیلیانو پریرا (انگلیسی: Maximiliano Pereira؛ زاده ۸ ژوئن ۱۹۸۴) یک بازیکن فوتبال اهل اروگوئه است.
وی همچنین در تیم ملی فوتبال اروگوئه بازی کرده‌است.